# Bevrijdingsleger (België)

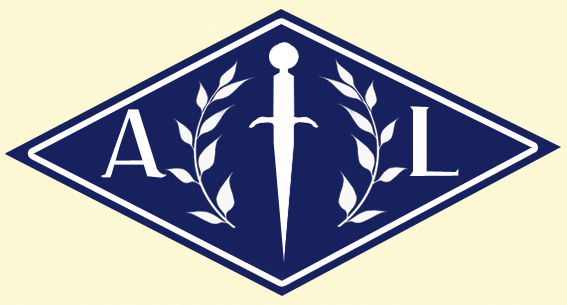
Embleem

Het Bevrijdingleger (Frans:Armée de la Libération) was een Belgische verzetsgroep tijdens de Tweede Wereldoorlog. De groep ontstond in de christelijke milieus in Luik. De groep had echter ook takken in Antwerpen, Gent, Aalst en Dendermonde.
Pierre Clerdent was de leider van het Nationaal Coördinatiecomité van de beweging, die de verzetsbeweging oprichtte op verzoek van voormalig minister Antoine Delfosse. De oprichters van het Bevrijdingsleger hadden gemeen dat ze een sterke aversie hadden tegen de door de Duitsers opgezette vakbond Unie van Hand- en Geestesarbeiders. Het verzet tegen de verplichte tewerkstelling leidde tot contacten met de socialistische syndicalist André Renard.
Onder invloed van Walthère Dewé, de chef van de inlichtingsdienst Clarence, werkte het Bevrijdingsleger nauw samen met het Geheim Leger en kreeg in onderlinge afspraak de verantwoordelijkheid voor het Land van Herve. De samenwerking tussen beide groepen werd vastgelegd in een protocol getekend op 20 april 1943. In het protocol wordt vastgelegd dat het Bevrijdingsleger onderdeel is van de Belgische strijdmacht en vecht voor België, zonder aanzien des persoons en zonder politieke bedoelingen.
De voornaamste acties van het Bevrijdingsleger waren de clandestiene pers, inlichtingswerk, hulp aan werkweigeraars en joden en kleinschalige sabotagedaden, voornamelijk tegen spoorwegen.
Op het einde van de oorlog moest het Bevrijdingsleger zorgen dat de nieuwe Belgische regering zou beschikken over radiozenders in Luik en Tamines. In Luik speelde de verzetsgroep een belangrijke rol bij de bevrijding van Luik en het beschermen van de wapenfabrieken Fabrique Nationale de Herstal.
Na de oorlog speelden leidende figuren van het bevrijdingsleger zoals Delfosse, Pierre Clerdent en Joseph Fafchamps een belangrijke rol bij de oprichting van de politieke partij Union Démocratique Belge.